# نابنط بيضوي
نابنط بيضوي (الاسم العلمي:Nepenthes ovata) هو نوع غير مؤكد من النباتات يتبع جنس النابنط من الفصيلة النابنطية.